# Shiunji-ke no Kodomo-tachi
Shiunji-ke no Kodomo-tachi (Nhật: 紫雲寺家の子供たち dịch Những đứa trẻ nhà Shiunji) là một bộ manga thể loại hài lãng mạn của Nhật Bản do Miyajima Reiji sáng tác và minh họa. Bộ truyện được đăng dài kỳ trên tạp chí seinen manga Young Animal của nhà xuất bản Hakusensha kể từ tháng 2 năm 2022. Bối cảnh câu chuyện diễn ra tại khu phố Seijō ở quận Setagaya, Tokyo. Bộ truyện xoay quanh một cậu thanh niên trẻ tuổi chưa từng có bạn gái. Cậu sống cùng năm người chị em và một cậu em trai, cho đến một ngày người cha tiết lộ rằng cậu và các anh chị em của mình không có quan hệ huyết thống.
Một bản chuyển thể anime truyền hình do Doga Kobo sản xuất được phát sóng từ tháng 4 đến tháng 6 năm 2025.

## Nội dung
Shiunji Arata là một cậu thanh niên sống cùng với hai người chị, ba cô em gái và một cậu em trai. Do chưa từng có bạn gái và với tình duyên gặp trắc trở cho nên cậu có thể sẽ tiếp tục độc thân trong tương lai gần. Tuy nhiên, một ngày nọ, cha của Arata tiết lộ một bí mật gây sốc đối với cả gia đình rằng: Arata cùng với anh chị em của mình không có mối quan hệ huyết thống. Từ đây, Arata sẽ rơi vào những tình huống bất ngờ và phức tạp bởi sự thật này.

## Nhân vật
Shiunji Arata (紫雲寺 新)
Lồng tiếng bởi: Umehara Yūichirō, Hinata MinamiDanh đề cuối tập 3 (thời trẻ)
Nhân vật chính và là con trai cả của gia đình Shiunji. Cậu bằng tuổi với Ouka và là anh em song sinh của cô ấy. Sau khi sự thật về quan hệ huyết thống giữa anh chị em của cậu được tiết lộ, cậu vẫn duy trình mối quan hệ anh em với mọi người như trước đây.
Shiunji Banri (紫雲寺 万里)
Lồng tiếng bởi: Anzai Chika
Chị cả của gia đình Shiunji, hiện là sinh viên đại học. Cô đang theo đuổi ước mơ trở thành y tá. Nhờ tính cách hiền hậu, cô được nhiều người yêu mến.
Shiunji Seiha (紫雲寺 清葉)
Lồng tiếng bởi: Kōno Marika
Người chị thứ hai trong gia đình Shiunji. Cô sở hữu trí tuệ xuất chúng và là học sinh đứng đầu toàn trường cũng như trong lớp của mình.
Shiunji Ōka (紫雲寺 謳華)
Lồng tiếng bởi: Takahashi Rie
Người chị thứ ba trong gia đình Shiunji, đồng thời là "chị em song sinh" với Arata. Cô được biết đến là một người hoạt bát, hướng ngoại và được mọi người vô cùng yêu mến. Tuy nhiên, hình ảnh ấy chỉ là một vỏ bọc nhằm che đi con người thật đầy mong manh và tổn thương bên trong, cùng với những giằng xé nội tâm mà cô luôn cố gắng kìm nén.
Shiunji Minami (紫雲寺 南)
Lồng tiếng bởi: Hishikawa Hana
Chị em sinh đôi ruột thịt của Shion, cô là người có thể chất vượt trội và là một nhà vô địch tennis. Tại trường, cô có một câu lạc bộ người hâm mộ mà thành viên chủ yếu lại là các nữ sinh.
Shiunji Kotono (紫雲寺 ことの)
Lồng tiếng bởi: Ichinose Kana
Người em út trong gia đình Shiunji và hiện đang học trung học cơ sở. Mặc dù từng bị Arata từ chối, cô vẫn nuôi dưỡng tình cảm dành cho cậu. Sau này, những cảm xúc ấy thậm chí còn mạnh mẽ hơn sau khi sự thật rằng họ không có quan hệ huyết thống được tiết lộ từ người cha.
Shiunji Shion (紫雲寺 志苑)
Lồng tiếng bởi: Kobayashi Chiaki
Người con trai còn lại trong gia đình Shiunji và là anh em sinh đôi ruột thịt của Minami. Cậu thường xuyên đội mũ len và hay đóng vai trò của một người cố vấn, thường đưa ra lời khuyên cho Arata.
Shiunji Kaname (紫雲寺 要)
Lồng tiếng bởi: Terasoma Masaki
Người cha nuôi của các anh chị em nhà Shiunji, người đã bất ngờ tiết lộ với họ rằng tất cả đều không có quan hệ huyết thống, ngay trong ngày sinh nhật lần thứ 15 của Kotono. Dù vậy, ông vẫn là một người hết mực yêu thương và quan tâm đến các con của mình.

## Truyền thông

### Manga
Shiunji-ke no Kodomo-tachi được viết và minh họa bởi Miyajima Reiji, bộ truyện bắt đầu được đăng trên tạp chí manga seinen Young Animal của Hakusensha vào ngày 25 tháng 2 năm 2022. Hakusensha đã tập hợp các chương truyện riêng lẻ thành từng tập tankōbon với tập đầu tiên được phát hành vào ngày 15 tháng 7 năm 2022. Tính đến ngày 29 tháng 5 năm 2025, đã có tổng cộng bảy tập được phát hành.

#### Danh sách tập truyện
| 1. 紫雲寺家の秘密 (Shiunji-ka no Himitsu) 2. 兄弟姉妹の変化 (Keiteishimai no Henka) 3. 五女の想い (Go On'na no Omoi) 4. 次女の思惑 (Jijo no Omowaku) | 1. 四女の苦悩 (Shi On'na no Kunō) 2. 長女の願い (Chōjo no Negai) 3. 三女の告白 (Sanjo no Kokuhaku) |

| 1. 紫人として (Hitotoshite) 2. トレーニング南 (Torēningu Minami) 3. スマホ万里 (Sumaho Banri) | 1. ツイスター清葉 (Tsuisutā Seiha) 2. すぷら謳華 (Supura Ōka) 3. いいひと (Ii Hito) |

| 1. 新トレーナー (Arata Torēnā) 2. 私の一勝 (Watashi no Ichikatsu) 3. 南-0 (Minami-Rabu) 4. 四女·南 (Shi On'na Minami) | 1. 母の日 (Haha no Hi) 2. 強くなりたい (Tsuyoku Naritai) 3. 8月4日 (Hachigatsu Yokka) |

| 1. 好きじゃない (Suki Janai) 2. 形見 (Katami) 3. 見たいもの (Mitai Mono) 4. 本当の兄妹 (Hontō no Kyōdai) | 1. 会いにくるわけ (Ai ni Kuru Wake) 2. 皆に言えない (Mina ni Ienai) 3. 好きな人 (Sukinahito) |

| 1. 10も無い (Jū mo Nai) 2. ずっと前から (Zutto mae Kara) 3. 理想のお嫁さん (Risō no o Yomesan) 4. 何度も見てきた (Nando mo Mitekita) | 1. "好き"って言ったら ("Suki" tte Ittara) 2. 兄じゃなければ (Ani ja Nakereba) 3. 本当の"きょうだい" (Hontō no "Kyōdai") |

| 1. そんな仲 (Sonna Naka) 2. いつもと違う (Itsumo to Chigau) 3. ズルくても (Zuru Kutemo) 4. 一番なのに (Ichiban Nanoni) | 1. それでも私は (Soredemo Watashi wa) 2. パジャマ戦争 (Pajama Sensō) 3. 女性として (Josei to Shite) |

| 1. たまたまですよ (Tamatama Desu yo) 2. ”つらさ”と”恋” ("Tsura-sa" to "Koi") 3. 白馬の騎士 (Hakuba no Kishi) 4. 今この瞬間 (Ima Kono Shunkan) | 1. 妹達を笑うのは (Shisutāzu o Warau no wa) 2. よく分かんねぇけど (Yoku Wakannē Kedo) 3. 貴方のことが (Anata no Koto ga) |

### Anime
Vào tháng 2 năm 2024, một bản chuyển thể anime truyền hình truyền hình đã được công bố. Bản chuyển thể này do xưởng phim Doga Kobo sản xuất, trong khi Kamitsubo Ryouki đóng vai trò đạo diễn, Kimura Noboru phụ trách phần kịch bản, thiết kế nhân vật kiêm chỉ đạo hoạt họa chính do Muto Miki đảm nhiệm, phần âm nhạc do Akki, Hoshi Ginnojo và Horie Shota sáng tác. Hai tập đầu tiên đã được công chiếu trước tại United Cinemas Toyosu ở Tokyo vào ngày 16 tháng 3 năm 2025. Bộ anime chính thức phát sóng từ ngày 8 tháng 4 năm 2025 trên AT-X cùng các kênh khác. Ca khúc chủ đề mở đầu bộ phim là “Honey Lemon” (ハニーレモン) do Nacherry trình bày, trong khi ca khúc chủ đề kết thúc là “Like You o(>< = ><)o Love You?”, được trình bày bởi “Những đứa trẻ nhà Shiunji” (bao gồm các diễn viên lồng tiếng cho những nhân vật tương ứng mà họ tham gia gồm có Anzai Chika, Kōno Marika, Takahashi Rie, Hishikawa Hana và Ichinose Kana).
Crunchyroll có bản quyền và hiện được phát trực tuyến bộ phim. Hãng Medialink chịu trách nhiệm cấp phép bộ phim tại thị trường Đông Nam Á và châu Đại Dương (ngoại trừ Úc và New Zealand) với phiên bản phụ đề tiếng Việt trên kênh YouTube Ani-One Vietnam.

#### Danh sách tập phim
| TT. | Tiêu đề          | Đạo diễn          | Biên kịch          | Kịch bản phân cảnh | Ngày phát hành gốc  |
| --- | ---------------- | ----------------- | ------------------ | ------------------ | ------------------- |
| 1   | "What If...?"    | Kamitsubo Ryouki  | Kimura Noboru      | Kamitsubo Ryouki   | 8 tháng 4 năm 2025  |
| 2   | "Now What"       | Kamitsubo Ryouki  | Kimura Noboru      | Kamitsubo Ryouki   | 15 tháng 4 năm 2025 |
| 3   | "For Now"        | Haraguchi Hiroshi | Tsuchiya Michihiro | Haraguchi Hiroshi  | 22 tháng 4 năm 2025 |
| 4   | "Respectively"   | Kim Seong-Min     | Kimura Noboru      | Kim Seong-Min      | 29 tháng 4 năm 2025 |
| 5   | "Perhaps"        | Komatsu Kazue     | Tsuchiya Michihiro | Tanaka Yūko        | 6 tháng 5 năm 2025  |
| 6   | "Now's the Time" | Fujii Kunio       | Kimura Noboru      | Kawamura Hajime    | 13 tháng 5 năm 2025 |
| 7   | "Surely"         | Oosako Mitsuhiro  | Tsuchiya Michihiro | Oosako Mitsuhiro   | 20 tháng 5 năm 2025 |
| 8   | "Since Then"     | Sasaki Shuichi    | Kimura Noboru      | Yoshikawa Hiroaki  | 27 tháng 5 năm 2025 |
| 9   | "Not yet"        | Uchinomiya Kōki   | Tsuchiya Michihiro | Yoshikawa Hiroaki  | 3 tháng 6 năm 2025  |
| 10  | "Finally"        | Nishimura Daisuke | Kimura Noboru      | Nishimura Daisuke  | 10 tháng 6 năm 2025 |
| 11  | "So then"        | Kitamura Sho      | Tsuchiya Michihiro | Kitamura Sho       | 17 tháng 6 năm 2025 |
| 12  | "Still"          | Kamitsubo Ryouki  | Kimura Noboru      | Itō Ryota          | 24 tháng 6 năm 2025 |